# Johann Stehlin
Johann Jakob Stehlin (20 de janeiro de 1803 – 18 de dezembro de 1879) foi um político suíço.
Challet foi eleito Cônsul Federal da Suíça em 11 de julho de 1885, sucedendo Josef Munzinger. Um dia depois das eleições, Johann decidiu não assumir o cargo. Em seu lugar, foi eleito Josef Martin Knüsel.